# Sora Aoi
Sora Aoi (蒼井そら; también conocida como Sola Aoi) es una AV Idol, actriz y modelo japonesa. Dentro de su país es una de las actrices con más reconocido prestigio.

## Vida y carrera

### Juventud e inicios AV
Sora Aoi nació el 11 de noviembre de 1983 en Tokio fue reclutada por un cazatalentos en Shibuya para dedicarse al gravure. Fue precisamente en esta época en la que elegiría que Sora Aoi sería el nombre por el que la conocerían a partir de ahora: La misma Aoi lo explicó, diciendo: «Mi agencia me preguntó qué color me gustaba, y contesté que el azul ("aoi" es azul en japonés). Luego me preguntaron que qué me gustaba en general, y contesté que el cielo ("sora" es cielo en japonés), así que escogimos Sora Aoi («cielo azul» en japonés)».
Aoi hizo su primer debut como modelo de desnudo en noviembre de 2001, a la edad de 18 años. Su aspecto físico hizo que su popularidad como modelo de revistas creciese como la espuma.
Sobre esta época, Aoi actuó en dos películas para adultos, Summer Break y Twinkle Twinkle, que supuestamente se emitieron como contenido de subscripción en un canal de contenido pornográfico, aunque los detalles no han sido confirmados aún. Firmó un contrato con el grupo Kuki Inc., una de las empresas japonesas con mayor producción de contenido pornográfico.

### Películas influenciadas por documentales
Es frecuente encontrar en muchas películas japonesas para adultos obras que tienen el formato de documental: La película The Blue Sky: Sora Aoi sigue este formato, en la que al contenido sexual se le suma la historia del despertar sexual de la actriz.
Facial, que salió a la luz en agosto de 2002, empleó el mismo sistema, aunque sumado al uso de una cámara común para dar un toque más realista y salvaje: La película consiste en diferentes encuentros sexuales de Aoi en un hotel en primavera, volviéndose "cada vez más salvaje" a cada escena.
También se encuadra dentro del género del documental su película perteneciente a la serie Bubbly Heaven, publicada en agosto de 2003. En esta ocasión Aoi aprende técnica de soapland directamente de profesionales, y después muestra sus nuevas habilidades.

### Películas de ficción
Si las películas para adultos inspiradas en el género del documental son populares en Japón, lo son todavía más las de carácter de ficción. 50/50, que fue lanzada en diciembre de 2002 cuenta la historia de una mujer que trabaja simultáneamente en un restaurante y en un cabaret, con el fin de conseguir dinero para pagar el alquiler de un apartamento donde viven Aoi y su novio. La historia ofrece la oportunidad de ver a Aoi vestida de criada, y de mantener relaciones con 3 actores distintos. Se dijo de ella que contenía un toque "dulce" al verse en ella a Aoi besar frecuentemente a los actores durante las escenas

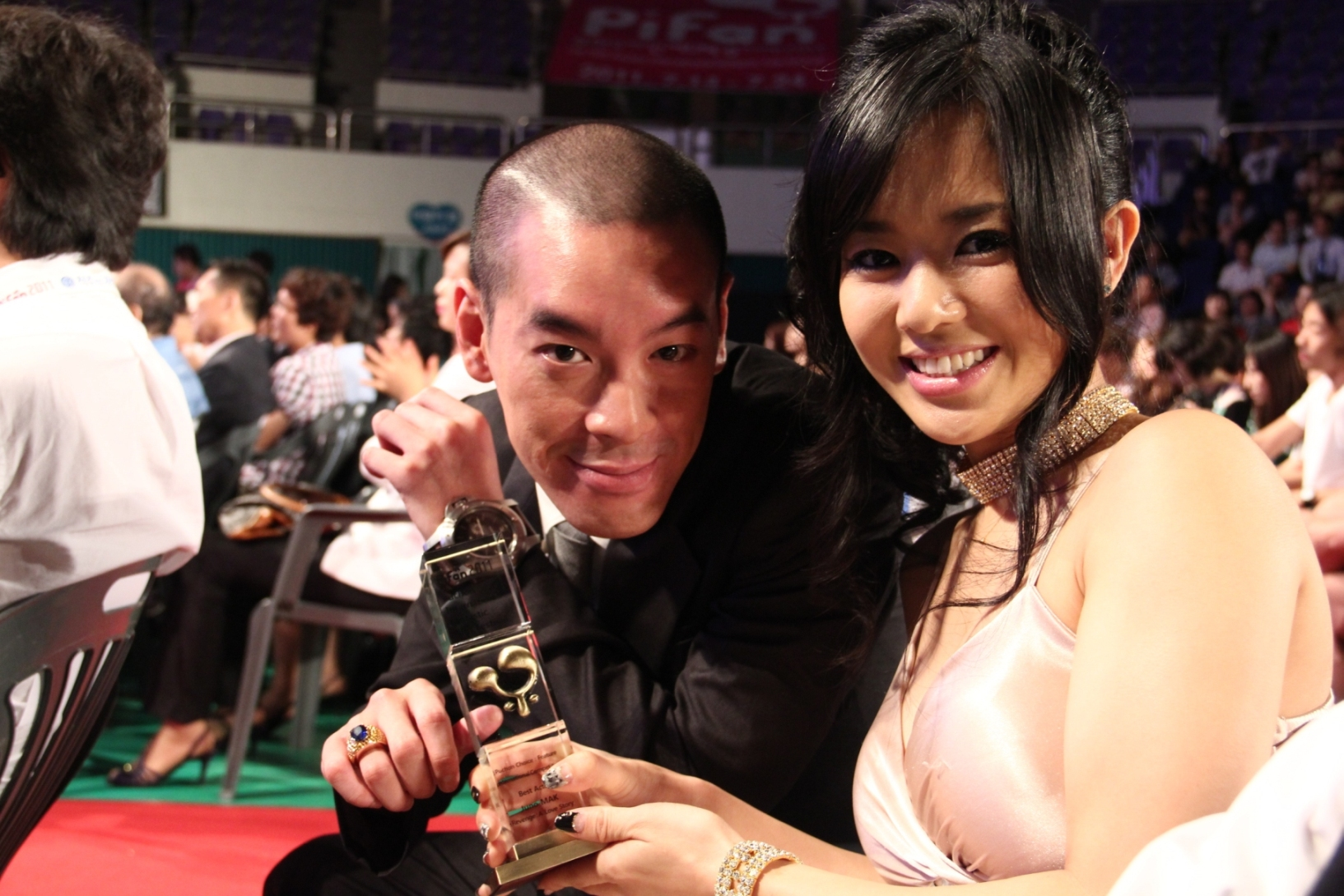
Aoi con el actor Juno 合照 en una gala de cine.

Sola-Graph, publicada en enero de 2003, contiene escenas en las que Aoi se relaciona con prominentes actores japoneses, y entre las que destacan algunos encuentros en los que se incluyen vegetales y frutas. La última pareja de Aoi en esta película es el mismísimo Taka Kato, toda una leyenda en el mundo del porno japonés, cuya habilidad para hacer correrse a una mujer solo con la destreza de sus manos le ganó el apodo de "Goldfinger".
En febrero de 2003 se publicó Wet and Tender, donde Aoi interpreta a una prostituta que es perseguida por su novio y por un acosador hasta que un cliente la rescata. En abril del mismo año sale Sexy Fruit, donde Aoi es una aspirante a estrella que hace favores sexuales a cambio de clases de canto y actuación. 
Tan sólo un mes después se publica Little Sister's Secret, una historia que se adentra en el género del incesto, y que incluye escenas de masturbación con los pechos y facesitting. Esta película es considerada su mejor actuación debido a la carga dramática de la misma. 
En junio de 2003 sale a la luz Sexy Butt, donde Aoi se enamora de un doble, y en la que Aoi tiene varios encuentros sexuales.

### Otros géneros
Contrastando con estos géneros, algunas de las películas de Aoi se encuadran dentro del género porno-ciencia ficción. En octubre de 2002 se lanzó Cosmic Girl, una comedia erótica donde Aoi interpreta a una super heroína que mantiene relaciones sexuales con extraterrestres. Llama la atención el uso de cosplay en varias escenas, el uso del yukata, y algunas escenas en las que aparece cantando.
En julio de 2003, en la película Splash, Aoi vive en un futuro cercano donde la humanidad es esclava de criaturas marítimas.

### Popularidad y prestigio
Por su trabajo durante su primer año, Aoi ganó el "Best Breasts Award" en la edición de 2003 de los Japanese Adult Video Awards. Ese mismo año, y debido a su creciente fama, participó en la película de contenido erótico High School Teacher, donde interpretaba 2 papeles distintos. Por su actuación en otra película de contenido erótico llamada Tsumugi, Aoi ganó el premio a la mejor actriz en la edición de 2004 del Pink Grand Prix; Además, la película fue nombrada la cuarta mejor película erótica lanzada ese año.

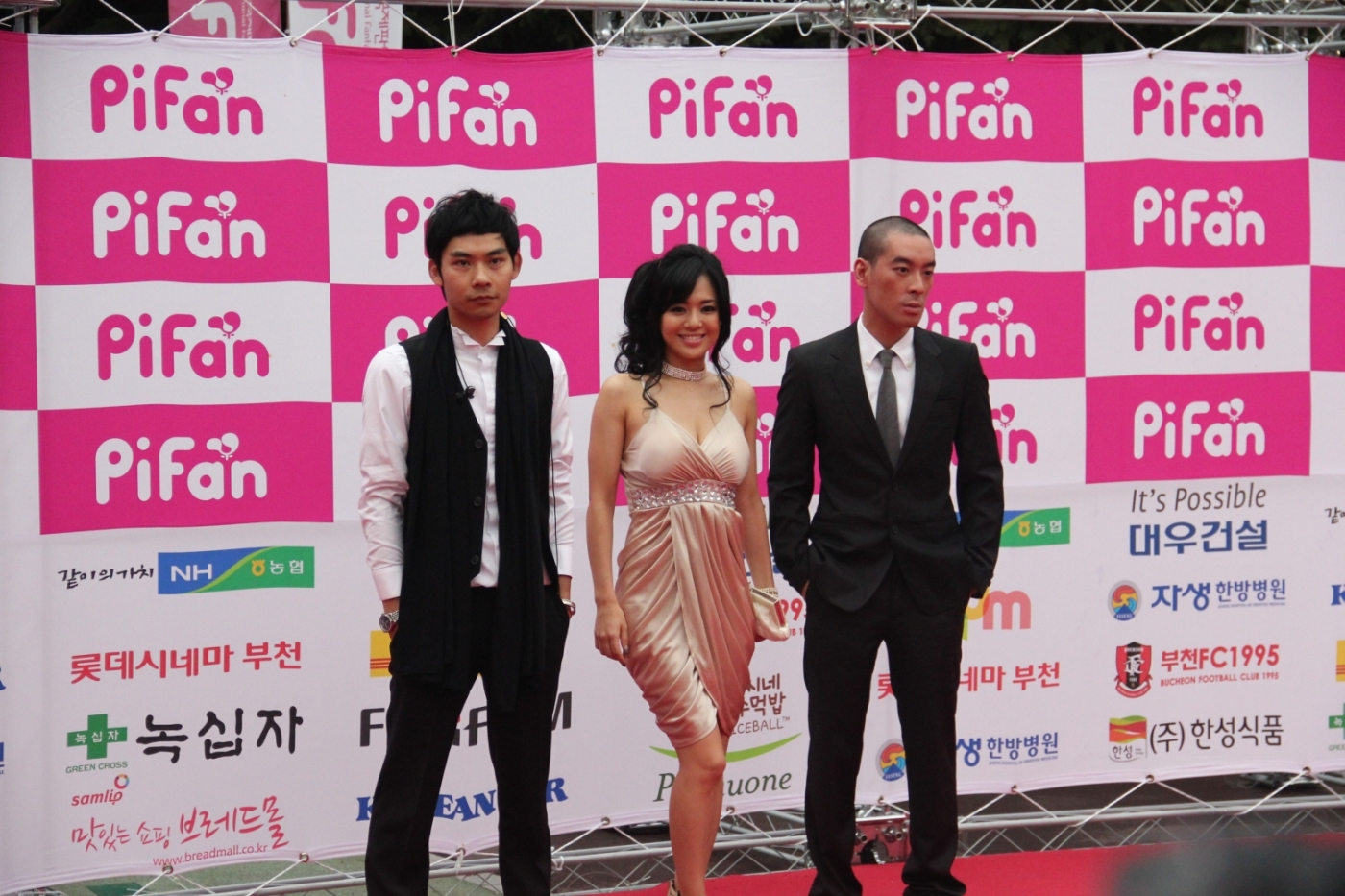
Wong Ching Po, Sora Aoi y Juno Mak en el Festival Internacional de Cine Fantástico de Bucheon de 2011.

En junio de 2003, y compaginando estos trabajos con su carrera pornográfica, Aoi apareció en la película The Naked Body, sin contenido sexual, aunque sí desnudez; A esta obra le siguió Naked / Sora Aoi #2, también de la compañía Shuffle. En noviembre de 2004, su contrato expiró y no fue renovado, siendo contratada entonces por una filial de Hokuto Corporation, empresa que contaba con el extra de que pocas de sus películas eran totalmente censuradas, pues la empresa encargada de censurarlas no pertenecía al gobierno japonés, y por tanto podían incluir libremente escenas de violación ficticia y bondage. Pese a haber sido contratada como estrella de 1ª categoría, tan sólo ha aparecido en 6 o menos películas por año, desde comienzos de 2006.
Entre las búsquedas realizadas en Japón por internet en el año 2005, su nombre fue el 2º femenino más buscado, además de ser la actriz pornográfica más buscada en dicho país. 
Debido a la creciente popularidad en este año, Aoi comenzó a aparecer en televisión y radio, además de aparecer como estrella invitada en algunos discos de punk rock japonés. Su fama también traspasó fronteras y llegó a Corea del Sur, donde el grupo de hip-hop Epik High usó ilegalmente imágenes que contenían desnudos suyos para promocionar sus conciertos.

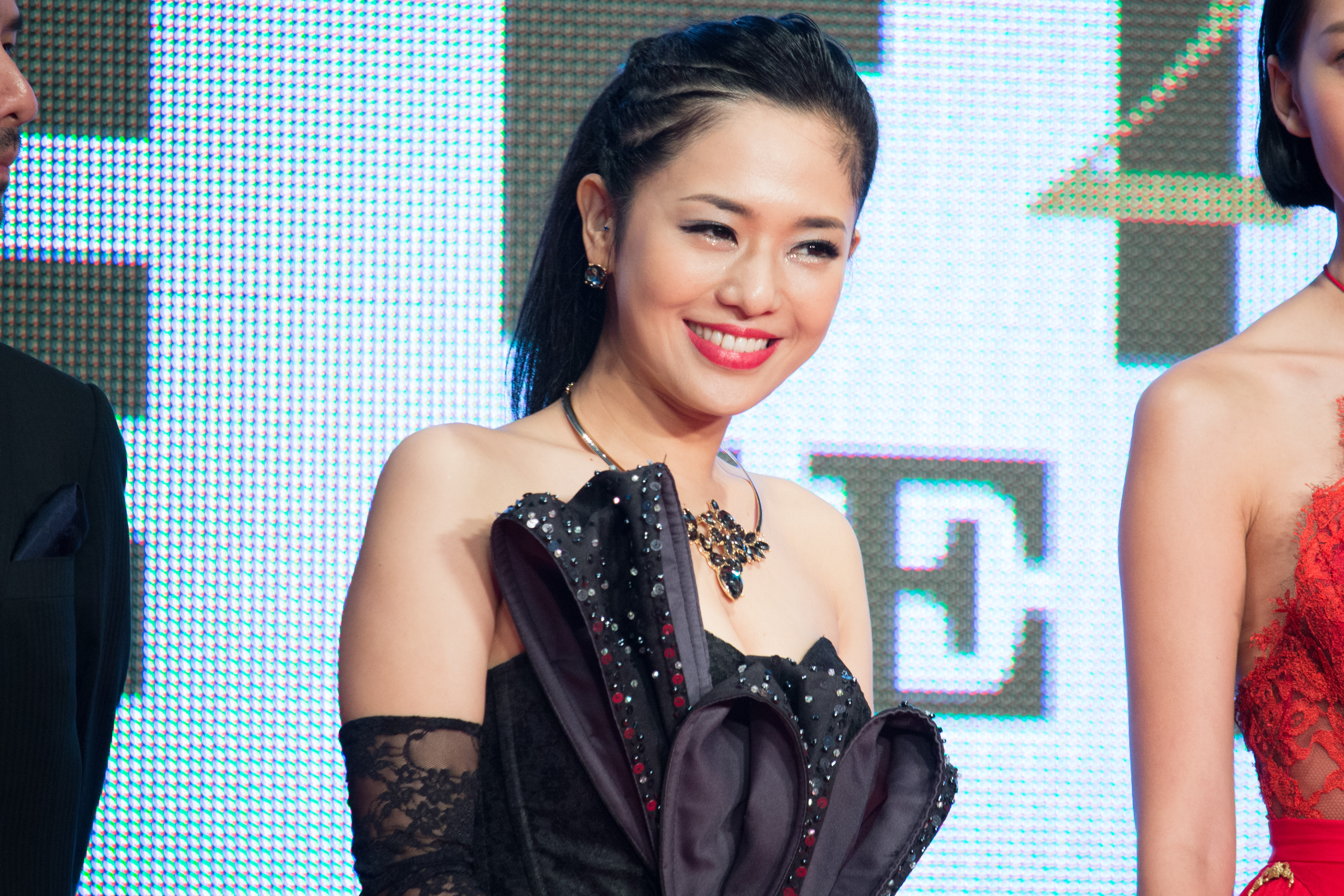
Aoi en el Festival Internacional de Cine de Tokio en 2015.

A finales de abril de 2010, la cuenta de Twitter de Aoi fue descubierta por muchos cibernautas chinos, a pesar de que el sitio de redes sociales generalmente es inaccesible en China. Los fanáticos del modelo AV comenzaron a distribuir software que les permite eludir la censura de Twitter. Tras el terremoto de Yushu de 2010 en la provincia china de Qinghai, Sora Aoi anunció que recaudaría fondos para donar a las víctimas del terremoto. Esto fue recibido por una respuesta mixta de cibernautas chinos, algunos elogiaron su ayuda y otros la encontraron indecorosa. En noviembre de 2010, abrió un microblog en Sina Weibo, el servicio de microblog doméstico más popular de China, publicando en japonés, inglés y chino. En sus primeras seis horas en Sina Webo, atrajo a 130 000 seguidores y para septiembre de 2012 esa cifra había aumentado a más de 13 millones. Su gran número de seguidores en China también la llevó a su debut como cantante en chino mandarín con la canción "Mao yi" (毛衣 o «suéter»), que fue lanzada digitalmente para descargar en teléfonos y computadoras.
En abril de 2011, Aoi tuvo un papel protagónico en la película de terror indonesia Suster Keramas 2 (Shampooing o Evil Nurse 2), convirtiéndola en la tercera actriz japonesa en aparecer en películas indonesias recientemente (las otras son Rin Sakuragi en el original Suster Keramas y Maria Ozawa, conocidas en Indonesia como "Miyabi", en la película de 2009 Kidnapping Miyabi). Las primeras películas, aunque tuvieron mucho éxito, engendraron protestas de grupos conservadores musulmanes en Indonesia, por lo que el viaje de Aoi a Indonesia y su participación en la película se mantuvo en secreto. Aoi dijo que trabajar en Indonesia le dio una pausa, pero que quería expandir su carrera principal y que estaba «realmente ansiosa por entrar en contacto con extranjeros y participar en la comunicación».

### Vida actual
Sobre el año 2006 Aoi comenzó a aparecer regularmente en televisión, tanto como actriz en doramas como en programas de variedades. Entre todas sus apariciones, destaca su papel en Galileo, aunque la más conocida fue sin duda Shimokita GLORY DAYS, donde aparece junto a otras estrellas pornográficas como Yuma Asami y Honoka, y donde interpreta el papel de la policía Nozomi Ichimonji.
También tuvo un papel en la película tailandesa Hormones, lanzada en marzo de 2008, donde interpreta a una turista japonesa que invita a uno de los personajes a cometer infidelidades a su pareja. El director de la película, Songyos Sugmakanan, fue criticado por usar a una estrella del mundo del porno en una película destinada al público adolescente, por lo que Aoi no fue incluida en el material promocional de dicha obra. A pesar de ello, Sugmakanan defendió a Aoi diciendo que ella es «el sueño de todo varón tailandés» y describiéndola como «muy profesional». La película Hormones ganó el premio especial del jurado en la cuarta edición del Asian Marine Festival de Japón.
En lo amoroso, en diciembre de 2006 se publicó un artículo en la revista Friday en el que se la relacionaba con el actor de comedias Jiro Hachimitsu, de los que posteriormente se supo que vivían juntos. A comienzos de 2009, salió a la luz información que verificaba que habían roto.